# Ауслёйг Адна Сигюрбьёднсдоуттир
Ауслёйг Адна Сигюрбьёднсдоуттир (исл. Áslaug Arna Sigurbjörnsdóttir, род. 30 ноября 1990, Рейкьявик) — исландский юрист, государственный и политический деятель. Временно исполняла обязанности заместителя председателя Партии независимости после смерти Оулёв Нордаль (2017—2018). В прошлом — министр высшего образования, промышленности и инноваций Исландии (2021—2024), министр юстиции Исландии (2019—2021). Депутат альтинга с 2016 года.

## Биография
Родилась 30 ноября 1990 года в Рейкьявике в семье учительницы Кристин Стейнарсдоуттир (1959—2012) и Сигюрбьёдна Магнуссона, прокурора Верховного суда. Имеет брата и сестру.
В 2010 году окончила Исландскую коммерческую школу (VÍ) в Рейкьявике.
Окончила Исландский университет в 2015 году со степенью бакалавра права. В 2017 году в том же университете получила степень магиста права.
Работала репортёром в газете Morgunblaðið и сотрудницей полиции.

## Политическая карьера
Занимала пост председателя молодёжного движения Партии независимости в Рейкьявике с 2011 по 2013 годы. В 2016 году выдвинула кандидатуру на должность секретаря партии и избрана 91,9 % голосов. После смерти Оулёф Нордаль в начале 2017 года, в сентябре по просьбе Бьярни Бенедиктссона заняла вакантное место заместителя председателя партии до съезда партии в 2018 году. Была заместителем председателя парламентской фракции Партии независимости в 2017—2019 годах.
По результатам досрочных парламентских выборов 2016 года избрана депутатом альтинга от избирательного округа Северный Рейкьявик, став самым молодым избранным депутатом на этих выборах. Переизбрана на выборах 2017 года. Была председателем Комитета по общим вопросам и вопросам образования в 2017 году, членом Комитета по экономическим и торговым делам в 2017 году, председателем Комитета по вопросам внешней политики в 2017—2019 годах и председателем исландской делегации в Межпарламентском союзе в 2017—2019 годах. В 2017 году — председатель исландской делегации в Парламентской ассамблее НАТО В 2018—2019 годах — председатель Комитета парламентского сотрудничества Исландия — ЕС.
6 сентября 2019 года получила портфель министра юстиции в первом кабинете Катрин Якобсдоуттир. Сменила Тоурдис Кольбрун Рейкфьорд Гильвадоуттир, временно исполнявшую обязанности министра юстиции после отставки Сигридюр Андерсен.
На парламентских выборах 2021 года возглавила список партии в избирательном округе Южный Рейкьявик.
28 ноября 2021 года получила портфель министра высшего образования, промышленности и инноваций Исландии во втором кабинете Катрин Якобсдоуттир. Сохранила должность в следующем коалиционном правительстве под руководством премьер-министра Бьярни Бенедиктссона. Правительство ушло в отставку 21 декабря 2024 года.
На парламентских выборах 2024 года снова возглавила список партии в избирательном округе Южный Рейкьявик. С 2025 года — член Комитета по государственному бюджету, член Комитета по будущему, член исландской делегации в Северном совете.
Баллотировалась на выборах председателя Партии независимости. На съезде 2 марта 2025 года получила 49,1 % голосов делегатов. Её соперница Гвюдрун Хафстейнсдоуттир получила 50,1 % голосов делегатов. Разница — 19 голосов.